# Talhas
Talhas es una freguesia portuguesa del municipio de Macedo de Cavaleiros, con 43,12645 km² de superficie y 417 habitantes (2001). Su densidad de población es de 9,6 hab/km².